# Nuoto ai Giochi della XXIV Olimpiade - 200 metri dorso femminili

## Record
Prima di questa competizione, il record del mondo (WR) e il record olimpico (OR) erano i seguenti.
|  | 2'08"60 | Betsy Mitchell Stati Uniti | 27 giugno 1986 Orlando, Stati Uniti |
|  |         |                            |                                     |

Durante l'evento sono stati migliorati i seguenti record:
| Data         | Evento      | Atleta              | Nazione      | Tempo   | Record |
| ------------ | ----------- | ------------------- | ------------ | ------- | ------ |
| 25 settembre | 4ª batteria | Krisztina Egerszegi | Ungheria     | 2'11"01 |        |
| 25 settembre | 5ª batteria | Cornelia Sirch      | Germania Est | 2'10"46 |        |
| 25 settembre | Finale A    | Krisztina Egerszegi | Ungheria     | 2'09"29 |        |

## Batterie
Si sono svolte 5 batterie di qualificazione. Le prime 8 atlete si sono qualificate per la finale A, le successive 8 hanno invece disputato la finale B.
| #  | Batteria | Atleta              | Nazionalità             | Tempo   | Note |
| -- | -------- | ------------------- | ----------------------- | ------- | ---- |
| 1  | 5        | Cornelia Sirch      | Germania Est            | 2:10.46 | Q    |
| 2  | 4        | Krisztina Egerszegi | Ungheria                | 2:11.01 | Q    |
| 3  | 3        | Kathrin Zimmermann  | Germania Est            | 2:12.81 | Q    |
| 4  | 4        | Beth Barr           | Stati Uniti             | 2:13.91 | Q    |
| 5  | 5        | Andrea Hayes        | Stati Uniti             | 2:14.77 | Q    |
| 6  | 5        | Nicole Livingstone  | Australia               | 2:14.81 | Q    |
| 7  | 4        | Jolanda De Rover    | Paesi Bassi             | 2:16.58 | Q    |
| 8  | 4        | Svenja Schlicht     | Germania Ovest          | 2:16.81 | Q    |
| 9  | 5        | Karen Lord          | Australia               | 2:16.94 | q    |
| 10 | 4        | Katharine Read      | Regno Unito             | 2:17.22 | q    |
| 11 | 3        | Aneta Pătrășcoiu    | Romania                 | 2:17.25 | q    |
| 12 | 4        | Lorenza Vigarani    | Italia                  | 2:17.35 | q    |
| 13 | 5        | Sharon Musson       | Nuova Zelanda           | 2:17.47 | q    |
| 14 | 3        | Johanna Larsson     | Svezia                  | 2:18.01 | q    |
| 15 | 2        | Lin Li              | Cina                    | 2:18.11 | q    |
| 16 | 5        | Satoko Morishita    | Giappone                | 2:18.74 | q    |
| 17 | 5        | Michelle Smith      | Irlanda                 | 2:19.50 |      |
| 18 | 2        | Aileen Convery      | Irlanda                 | 2:19.91 |      |
| 19 | 3        | Lori Melien         | Canada                  | 2:20.45 |      |
| 20 | 5        | Tomoko Onogi        | Giappone                | 2:21.46 |      |
| 21 | 3        | Sylvia Hume         | Nuova Zelanda           | 2:21.55 |      |
| 22 | 4        | Helen Slatter       | Regno Unito             | 2:21.66 |      |
| 23 | 4        | Wang Bolin          | Cina                    | 2:21.70 |      |
| 24 | 2        | Ritajena Garay      | Porto Rico              | 2:23.73 |      |
| 25 | 3        | Christine Magnier   | Francia                 | 2:24.15 |      |
| 26 | 2        | Hong Ji-Hee         | Corea del Sud           | 2:24.58 |      |
| 27 | 2        | Eva Gysling         | Svizzera                | 2:24.61 |      |
| 28 | 3        | Katja Zisiox        | Germania Ovest          | 2:26.25 |      |
| 29 | 1        | Ana Joselina Fortin | Honduras                | 2:32.13 |      |
| 30 | 1        | Tricia Duncan       | Isole Vergini Americane | 2:33.97 |      |
| 31 | 2        | Wang Chi            | Taipei cinese           | 2:36.60 |      |
| 32 | 1        | Sharon Pickering    | Figi                    | 2:36.99 |      |
| -  | 3        | Ruth Hochstatter    | Austria                 | NP      |      |
| -  | 2        | Akiko Thomson       | Filippine               | NP      |      |

## Finale B
| Posizione | Atleta           | Paese         | Tempo   | Note |
| --------- | ---------------- | ------------- | ------- | ---- |
| 1         | Aneta Pătrășcoiu | Romania       | 2:15.75 |      |
| 2         | Sharon Musson    | Nuova Zelanda | 2:16.06 |      |
| 3         | Lin Li           | Cina          | 2:16.68 |      |
| 4         | Katharine Read   | Regno Unito   | 2:18.20 |      |
| 5         | Lorenza Vigarani | Italia        | 2:18.69 |      |
| 6         | Karen Lord       | Australia     | 2:18.78 |      |
| 6         | Satoko Morishita | Giappone      | 2:18.78 |      |
| -         | Johanna Larsson  | Svezia        | SQ      |      |

## Finale A
| Posizione | Atleta              | Paese          | Tempo   | Note |
| --------- | ------------------- | -------------- | ------- | ---- |
|           | Krisztina Egerszegi | Ungheria       | 2:09.29 | OR   |
|           | Kathrin Zimmermann  | Germania Est   | 2:10.61 |      |
|           | Cornelia Sirch      | Germania Est   | 2:11.45 |      |
| 4         | Beth Barr           | Stati Uniti    | 2:12.39 |      |
| 5         | Nicole Livingstone  | Australia      | 2:13.43 |      |
| 6         | Andrea Hayes        | Stati Uniti    | 2:15.02 |      |
| 7         | Jolanda De Rover    | Paesi Bassi    | 2:15.17 |      |
| 8         | Svenja Schlicht     | Germania Ovest | 2:15.94 |      |